# Smilax salicifolia
Smilax salicifolia är en enhjärtbladig växtart som beskrevs av August Heinrich Rudolf Grisebach. Smilax salicifolia ingår i släktet Smilax och familjen Smilacaceae. Inga underarter finns listade.